# A caixa
A caixa è un film del 1994 diretto da Manoel de Oliveira.

## Trama
Girata tutta in esterno, considerando che anche la bettola è un luogo collettivo, la trama si scioglie in un bairro,  un quartiere popolare di Lisbona, dove la miseria non è quindi nascosta tra le mura domestiche. L’unico interno che si intravede è quello della famiglia del cieco intorno alla quale le altre storie ruotano. In una quotidianità dove ognuno ha un esatto ruolo, i personaggi rimangono impressi per la loro funzione in tale ambiente più in quanto connotati con un nome proprio: il cieco, la donna anziana, l’oste, la figlia, l’amico, la venditrice, il genero, la prostituta. Il degrado è istituzionalizzato attraverso a caixa, la cassetta salvadanaio del cieco, che passa le sue giornate davanti alla porta della sua abitazione, dove vive con la moglie e il genero, ad aspettare l’elemosina dei passanti e a vendere nastri, fili e povere cose. La postazione viene installata dalla figlia fin dalla mattina contemporaneamente all’apertura delle attività principali di Lisbona quando, eccezionalmente, il bairro si riempie di gente sconosciuta e frettolosa che si reca al lavoro usando il posto come scorciatoia e, finiti questi momenti, rimangono come per una selezione all’incontrario i personaggi del film. La postazione del cieco si può raggiungere attraverso la salita o la discesa, più che in una strada ci troviamo come in una scala, con scorrimano, come una scala senza scalini. La recitazione, estremamente mimica, i gesti da cinema muto, identifica senza sfumature i personaggi. Tra questi si staccano dagli altri l’oste e il chitarrista professore di musica, dotati di uno spessore umano che però si intravede appena ed è come oltre la storia. Il cieco è l’unica istituzione del posto, infatti il suo salvadanaio è dotato di permesso governativo. Egli rappresenta la fonte di reddito per la famiglia e l’economia, del degrado, gli ruota intorno. Il film chiarisce subito, didascalicamente, l’argomento: si tratta di una favola sugli anacronismi e le differenze sociali del mondo contemporaneo. L’incipit mostra ciò attraverso una lunga sequenza, un guardiano notturno in divisa completamente ubriaco che sale e scende per la via barcollando quasi danzando al suono di una di una musica eseguita dal Coro dell'Armata Rossa, il Canto dei battellieri del Volga.  Il furto del Salvadanaio farà crollare ogni fragile equilibrio e causerà un vero stravolgimento sociale causato da fatti di sangue. Il genero accoltella a morte uno dei tre fastidiosi bulli che prendevano in giro prima il cieco poi il fatto accaduto, tutto ciò pur non conoscendo il colpevole del furto. Un altro coltello sarà quello con cui il cieco stesso si ucciderà dopo che la figlia aveva minacciato di mandarlo, in quanto vecchio e buono a nulla,  all'ospizio. A questo punto uno stuolo di ballerine invadono il ‘’bairro’’ danzando la Danza delle ore: La Gioconda.  Nel finale la figlia del cieco, completamente trasformata, vestita in abito nero, diventerà sorridente benefattrice vivendo con un attestato, sempre governativo, attaccato addosso grazie al quale può mendicare legalmente e fruttuosamente.